# La Protégée
Pour plus de détails, voir Fiche technique et Distribution.
La Protégée (The Protégé) est un film d'action américain réalisé par Martin Campbell et sorti en 2021.
Le film se déroule en 1991. Le tueur à gages Moody Dutton découvre Anna, une petite fille, sur le lieu d'un meurtre à Da Nang. Il la recueille, la forme et en fait sa partenaire. Trente ans plus tard, alors qu'ils rentrent tous les eux de mission à Bucarest, Moody est de plus en plus affaibli lui qui fête ses 70 ans. Un jour, il est brutalement assassiné à son domicile en Angleterre. Alors qu'elle s'était jurée de ne jamais y retourner, Anna est contrainte de se rendre au Viêt Nam pour trouver les assassins de son mentor. Elle va devoir collaborer avec Michael Rembrandt, un mystérieux homme qu'elle avait rencontré dans sa librairie londonienne.

## Synopsis
En 1991, l'assassin international Moody Dutton découvre une enfant nommée Anna à la suite d'un massacre de gangs à Da Nang, au Vietnam. Trente ans plus tard, Moody a élevé Anna comme son apprentie, alors qu'elle dirige une librairie rare à Londres comme couverture.
Après avoir célébré le 70e anniversaire de Moody dans son manoir anglais, Anna lui donne une guitare appartenant à Albert King, et il lui demande de retrouver une personne d'intérêt nommée Lucas Hayes. Anna fait appel à son contact Benny pour enquêter sur Lucas et rencontre le mystérieux Michael Rembrandt dans sa librairie. Peu de temps après, Anna trouve Moody et Benny assassinés, récupère les fichiers que Moody a cachés à ses assassins et survit à un coup de feu dans son magasin.
Les dossiers indiquent que le père de Lucas, Edward, était une ancienne cible tuée par Moody à Da Nang. Anna s'y rend et convainc l'ancien associé Billy Boy de l'aider à affronter Jossino Vohl, le partenaire commercial d'Edward qui a repris leur entreprise après la mort d'Edward. Elle rencontre Vohl et son avocat, Duquet, mais celui-ci tue Vohl de manière inattendue et fait prisonnière Anna, exigeant de savoir pourquoi elle cherche Hayes. Pendant sa captivité, elle reçoit à nouveau la visite de Rembrandt ; il est révélé que Rembrandt et Duquet sont des rivaux travaillant pour le même homme. Rembrandt lui dit qu'il n'a pas été impliqué dans la mort de Moody ou dans la fusillade dans son magasin, mais qu'elle devrait abandonner sa quête pour retrouver Lucas.
Après la visite, Anna s'échappe et découvre que Lucas est gravement handicapé, soigné dans un établissement avec un riche bienfaiteur. Anna accepte de rencontrer Rembrandt pour le dîner, où il l'exhorte à ne pas poursuivre son mystérieux employeur. Après leur séparation, Rembrandt survit à un coup commandé par Duquet tandis qu'Anna trouve et tue Duquet dans son appartement. Elle tend une embuscade à Rembrandt à son arrivée mais ils cèdent à leur attirance mutuelle et couchent ensemble.
Dans la rue, Anna est blessée par le dernier homme de main de Duquet mais est sauvée par Moody, qui a simulé sa mort. Ils découvrent que l'employeur de Rembrandt organise un banquet de charité dans son manoir fortement fortifié. Anna s'infiltre dans ce banquet déguisée en serveuse mais est arrêtée par Rembrandt. Déplacé dans son bunker sécurisé, l'employeur est confronté à Moody et se révèle être Edward Hayes.
Edward a embauché Moody pour lui faire le coup il y a des années, simulant sa mort pour le cacher, lui, son fils et son empire criminel. Moody dit à Edward qu'il ne cherchait que Lucas pour se faire pardonner d'avoir tué son père, et qu'Edward s'est chargé de tout cela, avant de faire exploser une bombe, tuant Edward et lui-même.
Grièvement blessée, Anna s'échappe à Da Nang à l'endroit où Moody l'a trouvée enfant. Il est révélé que la famille de la jeune Anna a été attaquée par un gang qui l'a forcée à les regarder tuer ses parents et ses sœurs. À la cachette du gang, elle a regardé le chef de gang nettoyer et assembler un pistolet avant d'en assembler un elle-même et de l'utiliser pour tuer le gang avant d'être secourue par Moody.
Rembrandt arrive, et lui et Anna se tiennent sous la menace d'une arme. Un coup de feu se fait entendre avant qu'Anna ne sorte seule du bâtiment.

## Fiche technique
Sauf indication contraire, les informations mentionnées dans cette section peuvent être confirmées par la base de données cinématographiques IMDb,  présente dans la section « Liens externes ».
- Titre original : The Protégé
- Titre français et québécois : La Protégée
- Titres de travail : Ana puis The Asset
- Réalisation : Martin Campbell
- Scénario : Richard Wenk
- Musique : Photek
- Photographie : David Tattersall
- Montage : Angela M. Catanzaro
- Producteurs : Moshe Diamant, Arthur Sarkissian, Robert Van Norden, Avi Lerner
- Sociétés de production : Millenium Media, Campbell Grobman Films et Seven Stars Entertainment
- Société de distribution : Lionsgate (États-Unis)
- Pays de production :  États-Unis
- Langue originale : anglais
- Genre : action, thriller
- Durée : 109 minutes
- Dates de sortie : 
  - États-Unis : 20 août 2021
  - France : 27 décembre 2021 (en VOD sur Prime Video)

## Distribution
- Maggie Q (VF : Yumi Fujimori ; VQ : Catherine Hamann) : Anna Dutton
- Michael Keaton (VF : Bernard Lanneau ; VQ : Daniel Picard) : Michael Rembrandt
- Samuel L. Jackson (VF : Thierry Desroses ; VQ : Éric Gaudry) : Moody Dutton
- Robert Patrick (VF : Michel Vigné) : Billy Boy
- Patrick Malahide (VF : Hervé Bellon) : Vohl
- David Rintoul (VF : Patrick Messe) : Edward Hayes
- Ori Pfeffer : Athens
- Ray Fearon : Duquet
- Florin Piersic Jr. : Ram
- Tudor Chirilă : Petru
- Velizar Binev : Don Preda
- George Piștereanu : Vali
- Alexandru Bordea : le père d'Anna

## Production
En octobre 2017, l'actrice chinoise Gong Li est annoncée à l'affiche du film Ana, réalisé par Martin Campbell d'après un scénario de Richard Wenk. En novembre 2019, Michael Keaton, Samuel L. Jackson et Maggie Q rejoignent la distribution.
Le tournage débute en janvier 2020, sous le titre The Asset. Les prises de vues se déroulent notamment à Bucarest, Londres, Da Nang et à Sofia,.

## Accueil

### Critique
Le film reçoit des critiques partagées. Sur l'agrégateur américain Rotten Tomatoes, il récolte 61% d'opinions favorables pour 109 critiques et une note moyenne de 5,80⁄10. Le consensus suivant résume les critiques compilées par le site : « Maggie Q attend toujours le film d'action qui la mérite vraiment – mais jusque-là, The Protégé frappe juste assez fort pour être satisfaisant ». Sur Metacritic, il obtient une note moyenne de 48⁄100 pour 27 critiques.

### Box-office
Aux États-Unis et au Canada, The Protégé sont au cinéma face à des films comme Reminiscence, La Proie d'une ombre ou encore La Pat' Patrouille : Le Film. Les prévisions envisagent 5 millions de dollars au box-office pour son premier week-end d'exploitation avec une diffusion dans 2 577 salles. The Protégé enregistre 1,1 million de dollars le premier jour et finit le week-end avec seulement 2,9 millions, soit la 7e place du box-office. Le film perd ensuite 44% de sa fréquentation la semaine suivante avec 1,6 million de dollars.
| Pays ou région    | Box-office  | Date d'arrêt du box-office | Nombre de semaines |
| ----------------- | ----------- | -------------------------- | ------------------ |
| États-Unis Canada | 7 446 823 $ | 23 septembre 2021          | 5                  |
| Total mondial     | 8 282 208 $ | -                          | -                  |